# Большие Гималаи
Больши́е Гимала́и (также Центра́льные Гимала́и или Высо́кие Гимала́и) — наиболее высокая часть горной системы Гималаи.

## Характеристики
Большие Гималаи — наиболее высокая часть гималайских горных хребтов. Расположена на их севере. Она простирается на юго-восток через северные части Пакистана, Индии и Непала, затем её направление меняется на восточное, и система проходит через штат Сикким (Индия) и Бутан, поворачивая на северо-восток через индийский штат Аруначал-Прадеш. Почти на всём своём протяжении цепь на севере примыкает к Тибетскому автономному району Китая. Общая протяжённость хребта составляет около 2300 километров, а средняя высота над уровнем моря — более 6100 метров. Ширина — 50—90 километров.
Ряд вершин в пределах Больших Гималаев имеет высоту свыше 8000 метров: Джомолунгма (8848 метров, высочайшая точка цепи и земного шара), Канченджанга (8585 м), Лхоцзе (8545 м), Макалу (8470 м), Дхаулагири (8221 м), Чо-Ойю (8200 м), Нангапарбат (8126 м), Манаслу (8126 м), Аннапурна (8078 м), Шишабангма (8013 м). Имеется также множество ледников: Зему (длина 26 км), Ганготри (26 км), Дранг-Друнг (24 км), Ронгбук (19 км), Ракиот (15 км).
Система преимущественно сложена докембрийскими и мезозойскими глинистыми сланцами и кварцитами с осью из кристаллических пород. Характерен альпийский тип рельефа. Снеговая линия проходит на высоте около 4500 метров на востоке и около 5500 метров на западе.